# الکسیس آریاس
الکسیس آریاس (انگلیسی: Alexis Arias؛ زادهٔ ۱۳ دسامبر ۱۹۹۵) بازیکن فوتبال اهل پرو است.
وی همچنین در تیم‌های ملی فوتبال پرو، و پرو، بازی کرده‌است.